# 贡博什塞格
贡博什塞格，是匈牙利佐洛州所辖的一个村，总面积2.16平方公里，总人口47，人口密度21.8人/平方公里（2010年1月1日）。